# Alvania beanii
Alvania beanii là một loài ốc biển nhỏ, là động vật thân mềm chân bụng sống ở biển trong họ Rissoidae.

## Phân bố
Loài này được phân bố tại những vùng biển châu Âu, từ biển bắc Na Uy và Đông Bắc Đại Tây Dương xuống tới quần đảo Canaria. Nó cũng có thể được tìm thấy ở Địa Trung Hải.

## Hình ảnh

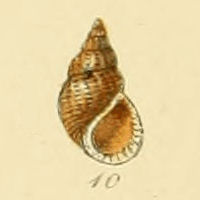